# 자와할랄 네루 스타디움 (첸나이)
자와할랄 네루 스타디움(Marina Arena)은 인도 타밀나두주 첸나이에 있는 경기장이다. 40,000석 규모이다.